# 男人四十
《男人四十》是一部2002年香港電影，由許鞍華導演、岸西編劇，以師生戀、香港教育和社會問題、婚姻及感情關係為題材，屬於寫實風格。該片是張學友同梅艷芳唯一一部合作的電影，亦是梅艷芳生前最後一部電影，她憑此片當上長春電影節及華語電影傳媒大獎的雙料影后，並同時獲台灣金馬獎及香港金像獎的最佳女主角提名。此片更使得第一次演電影的林嘉欣同時獲得台灣金馬獎和香港金像獎的最佳新演員獎及最佳女配角獎，創女演員紀錄。此外，主題曲《相愛很難》由張學友及梅艷芳合唱，為香港樂壇經典金曲。

## 情節
香港中學中文老師林耀國（張學友飾）與班上女學生胡彩藍（林嘉欣飾）開始了師生戀及肉體關係，與此同時林耀國與其妻陳文靖（梅艷芳飾）20多年的婚姻關係出現問題；原來當年陳文靖與其國文老師盛世年（庹宗华饰）發生過師生戀而且意外懷孕（盛老师是耀国当年最敬爱的老师），却同时也是耀国的长子安然（谭俊彦饰）的生父。盛老師此時忽然再度出現……

## 角色
| 角色                   | 演員   |
| 林耀國                 | 張學友 |
| 陳文靖                 | 梅艷芳 |
| 林安然                 | 譚俊彥 |
| 盛老師                 | 庹宗華 |
| 胡彩藍，林耀國班上學生 | 林嘉欣 |
| 黃銳，林耀國老同學     | 葛民輝 |
| 林耀國老同學           | 王日平 |
| 林耀國老同學           | 古天農 |
| 麥老師                 | 黃婉玲 |
| 梁校長                 | 梁天   |

## 題材
故事牽涉的題材廣泛，包括兩段師生戀（盛老師與陳文靖、林耀國與胡彩藍）、教育情況（課堂管理、教師壓力）、夫妻關係（林耀國與陳文靖婚姻經歷多年後感情轉淡）。片中林耀國與舊同學聚會亦道出了教師辛勤付出但與其他行業比較回報相差甚遠的情況。另外，林耀國一家所居住的美孚新邨是香港首批以中產階級為主的現代大型屋苑，反映了樓宇按揭貸款的壓力。胡彩藍的青春活潑亦反襯出林耀國相對保守。故事末端提及三峽大壩工程與中國傳統文化的危機。電影中的學校分別於有70年歷史的香港仔工業學校和聖嘉勒女書院取景。

## 軼事
該片中的3位演員均有出色的表演，其中梅艷芳憑藉該片首次摘得長春電影節的最佳女主角；林嘉欣獲得香港電影金像獎及金馬獎等多個大獎的最佳女配角及最佳新演員獎，而張學友更是摘得印度國際電影節的最佳男主角，其表演更获得傅彪赞赏 。

## 電影歌曲
| 曲別   | 歌曲         | 作詞   | 作曲   | 編曲   | 演唱者         | 時長 |
| ------ | ------------ | ------ | ------ | ------ | -------------- | ---- |
| 主題曲 | 《相爱很难》 | 林夕   | 陈辉阳 | 陈辉阳 | 梅艳芳、张学友 | 3:30 |
| 插曲   | 《始終》     | 陳少琪 | 韋啟良 | 韋啟良 | 張學友         | 3:57 |

## 獎項
| 頒獎典禮                      | 獎項               | 名單     | 結果 |
| ----------------------------- | ------------------ | -------- | ---- |
| 第21屆香港電影金像獎          | 最佳電影           | 男人四十 | 提名 |
| 第21屆香港電影金像獎          | 最佳導演           | 許鞍華   | 提名 |
| 第21屆香港電影金像獎          | 最佳編劇           | 岸 西    | 獲獎 |
| 第21屆香港電影金像獎          | 最佳男主角         | 張學友   | 提名 |
| 第21屆香港電影金像獎          | 最佳女主角         | 梅艷芳   | 提名 |
| 第21屆香港電影金像獎          | 最佳女配角         | 林嘉欣   | 獲獎 |
| 第21屆香港電影金像獎          | 最佳新演員         | 林嘉欣   | 獲獎 |
| 第21屆香港電影金像獎          | 最佳美術指導       | 文念中   | 提名 |
| 香港電影評論學會大獎（第8屆） | 推薦電影           | 男人四十 | 獲獎 |
| 印度國際影展（2002年）        | 最佳男主角         | 張學友   | 獲獎 |
| 長春電影節 (第六屆)           | 最佳女主角         | 梅艷芳   | 獲獎 |
| 第8屆香港電影金紫荊獎         | 最佳導演           | 許鞍華   | 提名 |
| 第8屆香港電影金紫荊獎         | 最佳男主角         | 張學友   | 提名 |
| 第8屆香港電影金紫荊獎         | 最佳女主角         | 梅艷芳   | 提名 |
| 第8屆香港電影金紫荊獎         | 最佳女配角         | 林嘉欣   | 獲獎 |
| 第8屆香港電影金紫荊獎         | 最佳編劇           | 岸 西    | 提名 |
| 第8屆香港電影金紫荊獎         | 十大華語片         | 男人四十 | 獲獎 |
| 香港特區十周年電影選舉        | 最佳編劇           | 岸 西    | 提名 |
| 华语电影传媒大奖（第2屆）     | 最佳電影（港台）   | 男人四十 | 提名 |
| 华语电影传媒大奖（第2屆）     | 最佳導演（港台）   | 許鞍華   | 提名 |
| 华语电影传媒大奖（第2屆）     | 最佳男演員（港台） | 張學友   | 提名 |
| 华语电影传媒大奖（第2屆）     | 最佳女演員（港台） | 梅艷芳   | 獲獎 |
| 第39屆金馬獎                  | 最佳劇情片         | 男人四十 | 提名 |
| 第39屆金馬獎                  | 最佳女主角         | 梅艷芳   | 提名 |
| 第39屆金馬獎                  | 最佳女配角         | 林嘉欣   | 獲獎 |
| 第39屆金馬獎                  | 最佳新演員         | 林嘉欣   | 獲獎 |
| 第39屆金馬獎                  | 最佳原著劇本       | 岸 西    | 獲獎 |
| 第39屆金馬獎                  | 最佳美術設計       | 文念中   | 提名 |
| 第39屆金馬獎                  | 最佳造型設計       | 文念中   | 提名 |

## 外部連結
- Yahoo奇摩電影上《男人四十》的資料（繁體中文）
- 開眼電影網上《男人四十》的資料（繁體中文）
- 豆瓣电影上《男人四十》的資料 （简体中文）
- 时光网上《男人四十》的資料（简体中文）
- AllMovie上《男人四十》的资料（英文）
- 爛番茄上《男人四十》的資料（英文）
- 香港影庫上《男人四十》的資料（繁體中文）
- 互联网电影数据库（IMDb）上《男人四十》的资料（英文）